# 米爾福德 (新罕布什爾州普查規定居民點)
米爾福德（英語：Milford）是位於美國新罕布什爾州希爾斯波羅縣的普查規定居民點。

## 人口
根據2020年美國人口普查的數據，米爾福德的面積為14.79平方千米，當中陸地面積為14.72平方千米，而水域面積為0.07平方千米。當地共有人口9212人，而人口密度為每平方千米622.85人。